# Хуей-ван
Хуей-ван (кит. трад.: 惠王; піньїнь: Hui) — 5-й ван Східної Чжоу, син і спадкоємець Сі-вана.

## Правління
За його правління сталась спроба палацового перевороту. Дядько правителя, син Чжуан-вана від наложниці, Цзі Туй, спробував захопити трон. Кілька відомих аристократів-дафу підбурили заколот. Заколотників, утім, було розбито, й вони втекли до країни Вей. Власне царство Вей, що близько 30 років до того виступало у складі коаліції вана проти Чжен, того разу стало на бік заколотників. За допомоги місцевих правителів Туй зійшов на престол, а законний ван утік до Чжен, де перебував кілька років, допоки правителі Чжен і Го спільними зусиллями не повалили та не вбили Туя, повернувши Хуей-вана на трон.
Повернувшись до влади, Хуей-ван відрядив до держави Ці свого представника шао-бо Ляо, щоб той підтвердив повноваження Хуань-ґуна як ба. В обмін ван попрохав покарати царство Вей. Хуань-ґун виконав прохання 666 року до н. е.
Трон по смерті Хуей-вана успадкував його син Сян-ван.